# Lanneuffret
Lanneuffret (tiếng Breton: Lanneured) là một xã của tỉnh Finistère, thuộc vùng Bretagne, miền tây bắc Pháp.

## Dân số
Người dân ở Lanneuffret được gọi là Lanneuffretois.